# Glittenberger Moor
Das Glittenberger Moor ist ein Naturschutzgebiet in der niedersächsischen Gemeinde Barßel im Landkreis Cloppenburg.
Das Naturschutzgebiet mit dem Kennzeichen NSG WE 233 rund 31 Hektar groß. Es ist nahezu deckungsgleich mit dem gleichnamigen FFH-Gebiet. Das Gebiet steht seit dem 7. November 1998 unter Naturschutz. Zuständige untere Naturschutzbehörde ist der Landkreis Cloppenburg.
Das Naturschutzgebiet liegt in der Nähe des Barßeler Ortsteils Harkebrügge am Rand der Niederung der Soeste. Teile des Gebietes sind versumpft und vermoort. Hier sind Moorwälder, Feuchtgebüsche und Feuchtgrünland zu finden. Im Niederungsbereich der Soeste sind teilweise Flatterbinsen- und torfmoosreiche Seggenrieden ausgebildet. An die feuchten Niederungsbereiche grenzen Dünenreste mit Eichen-Birkenwald und stellenweise Sandheiden.
Nach Nordosten wird das Naturschutzgebiet vom Deich der Soeste begrenzt. Im Südosten grenzt es an die Kreisstraße zwischen Westerscheps und Scharrel, im Südwesten verläuft ein Wirtschaftsweg am Rand des Naturschutzgebietes.